# Editionsföreläggande
Editionsföreläggande innebär i svensk processrätt att en domstol i ett tvistemål vid vite förelägger en part att förete en viss handling eller ett visst bevis. Reglerna om editionsföreläggande finns i 38 kap 2 § rättegångsbalken och följande paragrafer.
Är någon skyldig att förete skriftlig handling som bevis, äge rätten förelägga honom att förete handlingen. Tillfälle att yttra sig skall lämnas den som föreläggandet skulle avse.
Föreläggande att förete skriftlig handling ska innehålla uppgift om var och huru handlingen ska tillhandahållas. Den som skall förete handlingen må genom vite tillhållas att fullgöra sin skyldighet. Rätten får också om det är lämpligare förordna, att handlingen ska tillhandahållas genom kronofogdemyndighetens försorg.
Det finns en del undantag. 
- Part eller närstående till part är ej skyldig att förete skriftligt meddelande mellan parten och någon honom närstående eller mellan närstående inbördes.
- Skyldighet att förete skriftlig handling gäller ej minnesanteckning eller annan sådan uppteckning, som är avsedd uteslutande för personligt bruk, med mindre synnerlig anledning förekommer, att den företes.[4]
- Advokater, läkare, tandläkare, barnmorskor, sjuksköterskor, psykologer, psykoterapeuter, familjerådgivare enligt socialtjänstlagen och deras biträden får inte höras som vittnen om något som i deras yrkesutövning anförtrotts dem eller som de i samband därmed fått reda på. Rättegångsombud, biträden eller försvarare får höras som vittnen om vad som anförtrotts dem för uppdragets fullgörande endast om parten medger det.

De är då inte heller skyldiga att förete skriftlig handling, om dess innehåll kan antas vara sådant, att de ej får höras som vittne.
Hovrätten över Skåne och Blekinge har ogillat editionsyrkande mot advokat i avgörande 1996-10-30.
Innehas handlingen av part, till förmån för vilken tystnadsplikten gäller, är han ej skyldig att förete handlingen. 
Fråga i mål om editionsföreläggande avgjort av Högsta domstolen om arbetet med att ta fram den begärda informationen utgör skäl att inte meddela editionsföreläggande. Tillika fråga om avvägning mellan bevisningens värde och motpartens intresse av att inte lämna ut uppgifterna.
En banks instruktioner rörande banktjänstemäns skyldighet att kontrollera legitimationshandlingar vid kontantuttag har ansetts utgöra företagshemlighet. Yrkande om editionsföreläggande för banken beträffande instruktionerna har avslagits av Högsta domstolen i mål Ö 4372-94.
I mål om ersättning för royalty yrkade den ena parten editionsföreläggande för motparten. Den med yrkandet avsedda handlingen har funnits kunna antas ha betydelse som bevis. Handlingen har bedömts innefatta yrkeshemlighet. Högsta domstolen har ändå i avgörande funnit att synnerlig anledning att förete den har befunnits föreligga.
Har någon, som ej är part, efter anmodan av part eller rätten tillhandahållit skriftlig handling, äge han rätt till ersättning för kostnad och besvär efter vad rätten prövar skäligt. Ersättning skall, om handlingens företeende påkallats av enskild part, utgivas av parten.

## Fotnoter
1. ↑  38 kap. 2 § Rättegångsbalken (1942:740)
2. ↑  38 kap. 4 § (1942:740)
3. ↑  38 kap. 5 § (1942:740)
4. ↑  38 kap. 2 § 3 stycket (1942:740)
5. ↑  38 kap. 2 § 2 stycket (1942:740)
6. ↑  RH 1996:121
7. ↑  
NJA 1998 s. 829
8. ↑  NJA 1995 s. 347
9. ↑  NJA 1988 s. 652
10. ↑  38 kap. 7 § (1942:740)